# Oscar de la meilleure chanson originale
L’Oscar de la meilleure chanson originale (Academy Award for Best Original Song) est une récompense cinématographique américaine décernée chaque année, depuis 1935 par l'Academy of Motion Picture Arts and Sciences (AMPAS), laquelle décerne également tous les autres Oscars.

## Historique
Ce prix récompense les compositeurs (musique) et paroliers (lyrics) d'une chanson écrite pour un film. Initialement intitulée Best Song, la catégorie a été renommée au cours des années en Best Song – Original for the Picture (1969), Best Song (1974) et Best Original Song (depuis 1976).
À la suite de la victoire en 1942 de The Last Time I Saw Paris, une chanson écrite par Jerome Kern en 1940 et réutilisée dans le film de 1941 Divorce en musique, l'Académie a décidé de restreindre les nominations aux chansons composées spécialement pour un film.
Jusqu'en 1946, le nombre de nominations était libre (culminant cette année-là à quatorze). Depuis 1947, il est fixé à cinq, exceptions faites de 1989, 2006 et 2009 où seules trois chansons ont été nommées, 2011 où il y en a eu quatre et 2012 où il n'y en a eu que deux. Contrairement à la plupart des autres catégories, plusieurs chansons d'un même film peuvent être nommées, le premier cas étant Fame en 1981.
Une autre catégorie récompense parallèlement depuis 1935 la meilleure musique de film. De 1971 à 1985, cette autre catégorie a inclus la Meilleure partition de chansons et adaptation musicale (Original Song Score and Adaptation), récompensant l'ensemble des chansons d'un film, et non une seule comme l'Oscar de la meilleure chanson originale.

## Palmarès
Note : L’année indiquée est celle de la cérémonie, récompensant les films sortis au cours de l’année précédente. Les lauréates sont indiquées en tête de chaque catégorie, en jaune et en caractères gras.

### Années 1930
| Année | Chanson                           | Film                           | Nommé(s)                   | Nommé(s)                     |
| Année | Chanson                           | Film                           | Musique                    | Paroles                      |
| ----- | --------------------------------- | ------------------------------ | -------------------------- | ---------------------------- |
| 1935  | The Continental                   | La Joyeuse Divorcée            | Con Conrad                 | Herb Magidson                |
| 1935  | Carioca                           | Carioca                        | Vincent Youmans            | Edward Eliscu, Gus Kahn      |
| 1935  | Love in Bloom                     | She Loves Me Not               | Ralph Rainger              | Leo Robin                    |
| 1936  | Lullaby of Broadway               | Chercheuses d'or de 1935       | Harry Warren               | Al Dubin                     |
| 1936  | Cheek to Cheek                    | Le Danseur du dessus           | Irving Berlin              | Irving Berlin                |
| 1936  | Lovely to Look                    | Roberta                        | Jerome Kern                | Dorothy Fields, Jimmy McHugh |
| 1937  | The Way You Look Tonight          | Sur les ailes de la danse      | Jerome Kern                | Dorothy Fields               |
| 1937  | A Melody from the Sky             | La Fille du bois maudit        | Louis Alter                | Sidney D. Mitchell           |
| 1937  | Did I Remember                    | Suzy                           | Walter Donaldson           | Harold Adamson               |
| 1937  | I've Got You Under My Skin        | L'amiral mène la danse         | Cole Porter                | Cole Porter                  |
| 1937  | Pennies from Heaven               | La Chanson à deux sous         | Arthur Johnston            | Johnny Burke                 |
| 1937  | When Did You Leave Heaven         | Sing, Baby, Sing               | Richard A. Whiting         | Walter Bullock               |
| 1938  | Sweet Leilani                     | L'Amour à Waikiki              | Harry Owens                | Harry Owens                  |
| 1938  | Whispers in the Dark              | Artistes et Modèles            | Friedrich Hollaender       | Leo Robin                    |
| 1938  | Remember Me                       | Monsieur Dodd prend l'air      | Harry Warren               | Al Dubin                     |
| 1938  | They Can't Take That Away from Me | L'Entreprenant Monsieur Petrov | George Gershwin (posthume) | Ira Gershwin                 |
| 1938  | That Old Feeling                  | Vogues 1938                    | Sammy Fain                 | Leo Brown                    |
| 1939  | Thanks for the Memory             | Big Broadcast of 1938          | Ralph Rainger              | Leo Robin                    |
| 1939  | A Mist over the Moon              | The Lady Objects               | Ben Oakland                | Oscar Hammerstein II         |
| 1939  | Always and Always                 | Mannequin                      | Edward Ward                | Chet Forrest, Bob Wright     |
| 1939  | Change Partners                   | Amanda                         | Irving Berlin              | Irving Berlin                |
| 1939  | Dust                              | Crépuscule                     | Johnny Marvin              | Johnny Marvin                |
| 1939  | Jeepers Creepers                  | Le Cavalier errant             | Harry Warren               | Johnny Mercer                |
| 1939  | Merrily We Live                   | Madame et son clochard         | Phil Craig                 | Arthur Quenzer               |
| 1939  | My Own                            | Cet âge ingrat                 | Jimmy McHugh               | Harold Adamson               |
| 1939  | Now It Can Be Told                | La Folle Parade                | Irving Berlin              | Irving Berlin                |
| 1939  | The Cowboy and the Lady           | Madame et son cowboy           | Lionel Newman              | Arthur Quenzer               |

### Années 1940
| Année | Chanson                                  | Film                                 | Nommé(s)                              | Nommé(s)                              |
| Année | Chanson                                  | Film                                 | Musique                               | Paroles                               |
| ----- | ---------------------------------------- | ------------------------------------ | ------------------------------------- | ------------------------------------- |
| 1940  | Over the Rainbow                         | Le Magicien d'Oz                     | Harold Arlen                          | Yip Harburg                           |
| 1940  | Faithful Forever                         | Les Voyages de Gulliver              | Ralph Rainger                         | Leo Robin                             |
| 1940  | I Poured My Heart Into a Song            | La Fille du nord                     | Irving Berlin                         | Irving Berlin                         |
| 1940  | Wishing                                  | Elle et lui                          | Buddy DeSylva                         | Buddy DeSylva                         |
| 1941  | Quand on prie la bonne étoile            | Pinocchio                            | Leigh Harline                         | Ned Washington                        |
| 1941  | Down Argentine Way                       | Sous le ciel d'Argentine             | Harry Warren                          | Mack Gordon                           |
| 1941  | I'd Know You Anywhere                    | La Villa des piqués                  | Jimmy McHugh                          | Johnny Mercer                         |
| 1941  | It's a Blue World                        | Musique dans mon cœur                | Georges Forrest, Robert Wright        | Georges Forrest, Robert Wright        |
| 1941  | Love of My Life                          | Swing Romance                        | Artie Shaw                            | Johnny Mercer                         |
| 1941  | Over Forever                             | Rhythm on the River                  | James V. Monaco                       | Johnny Burke                          |
| 1941  | Our Love Affair                          | En avant la musique                  | Roger Edens, George Stoll             | Roger Edens, George Stoll             |
| 1941  | Waltzing in the Clouds                   | Chanson d'avril                      | Robert Stolz                          | Gus Kahn                              |
| 1941  | Who Am I?                                | Hit Parade of 1941                   | Jule Styne                            | Walter Bullock                        |
| 1942  | The Last Time I Saw Paris                | Divorce en musique                   | Jerome Kern                           | Oscar Hammerstein II                  |
| 1942  | Mon tout petit                           | Dumbo                                | Frank Churchill                       | Ned Washington                        |
| 1942  | Be Honest With Me                        | Ridin' on a Rainbow                  | Gene Autry, Fred Rose                 | Gene Autry, Fred Rose                 |
| 1942  | Blues in the Night                       | Blues in the Night                   | Harold Arlen                          | Johnny Mercer                         |
| 1942  | Boogie Woogie Bugle Boy                  | Deux Nigauds soldats                 | Hugh Prince                           | Don Raye                              |
| 1942  | Chattanooga Choo Choo                    | Tu seras mon mari                    | Harry Warren                          | Mack Gordon                           |
| 1942  | Dolores                                  | Las Vegas Nights                     | Lou Alter                             | Frank Loesser                         |
| 1942  | Out of the Silence                       | Le Collège en folie                  | Lloyd B. Norlind                      | Lloyd B. Norlind                      |
| 1942  | Since I Kissed My Baby Goodbye           | L'amour vient en dansant             | Cole Porter                           | Cole Porter                           |
| 1943  | White Christmas                          | L'amour chante et danse              | Irving Berlin                         | Irving Berlin                         |
| 1943  | Always in My Heart                       | Toujours dans mon cœur               | Ernesto Lecuona                       | Kim Gannon                            |
| 1943  | Dearly Beloved                           | Ô toi ma charmante                   | Jerome Kern                           | Johnny Mercer                         |
| 1943  | How About You?                           | Débuts à Broadway                    | Burton Lane                           | Ralph Freed                           |
| 1943  | (I've Got a Gal In) Kalamazoo            | Ce que femme veut                    | Harry Warren                          | Mack Gordon                           |
| 1943  | I've Heard That Song Before              | Youth on Parade                      | Jule Styne                            | Sammy Cahn                            |
| 1943  | L'amour est éternel                      | Bambi                                | Frank Churchill (posthume)            | Larry Morey                           |
| 1943  | Pennis for Peppino                       | Flying with Music                    | Edward Ward                           | Chet Forrest, Bob Wright              |
| 1943  | Pig Foot Pete                            | Hellzapoppin'                        | Gene de Paul                          | Don Raye                              |
| 1943  | There's a Breeze on Lake Louise          | Au coin de la Quarante-Quatrième rue | Harry Revel                           | Mort Greene                           |
| 1944  | You'll Never Know                        | Hello Frisco, Hello                  | Harry Warren                          | Mack Gordon                           |
| 1944  | Change of Heart                          | Hit Parade of 1943                   | Jule Styne                            | Harold Adamson                        |
| 1944  | Happiness is a Thing Called Joe          | Un petit coin aux cieux              | Harold Arlen                          | Yip Harburg                           |
| 1944  | My Shining Hour                          | L'Aventure inoubliable               | Harold Arlen                          | Johnny Mercer                         |
| 1944  | Saludos Amigos                           | Saludos Amigos                       | Charles Wolcott                       | Ned Washington                        |
| 1944  | Say a Prayer for the Boys Over There     | Liens éternels                       | Jimmy McHugh                          | Herb Magidson                         |
| 1944  | That Old Black Magic                     | Au pays du rythme                    | Harold Arlen                          | Johnny Mercer                         |
| 1944  | They're Either Too Young or Too Old      | Remerciez votre bonne étoile         | Arthur Schwartz                       | Frank Loesser                         |
| 1944  | We Mustn't Say Good Bye                  | Le Cabaret des étoiles               | James V. Monaco                       | Al Dubin                              |
| 1944  | You'd Be So Nice to Come Home To         | En bordée à Broadway                 | Cole Porter                           | Cole Porter                           |
| 1945  | Swinging on a Star                       | La Route semée d'étoiles             | Jimmy Van Heusen                      | Johnny Burke                          |
| 1945  | I Couldn't Sleep a Wink                  | Amour et Swing                       | Jimmy McHugh                          | Harold Adamson                        |
| 1945  | I'll Walk Alone                          | Hollywood Parade                     | Jule Styne                            | Sammy Cahn                            |
| 1945  | I'm Making Believe                       | Le Roi du swing                      | James V. Monaco                       | Mack Gordon                           |
| 1945  | Long Ago (And Far Away)                  | La Reine de Broadway                 | Jerome Kern                           | Ira Gershwin                          |
| 1945  | Now I Know                               | Un fou s'en va-t-en guerre           | Harold Arlen                          | Ted Koehler                           |
| 1945  | Remember Me to Carolina                  | Le Troubadour de Broadway            | Harry Revel                           | Paul Webster                          |
| 1945  | Rio de Janeiro                           | Brazil                               | Ary Barroso                           | Ned Washington                        |
| 1945  | Silver Shadows and Golden Dreams         | Invitation à la danse                | Lew Pollack                           | Charles Newman                        |
| 1945  | Too Much in Love                         | Hollywood Mélodie                    | Walter Kent                           | Kim Gannon                            |
| 1945  | The Trolley Song                         | Le Chant du Missouri                 | Ralph Blane, Hugh Martin              | Ralph Blane, Hugh Martin              |
| 1946  | It Might as Well Be Spring               | La Foire aux illusions               | Richard Rodgers                       | Oscar Hammerstein II                  |
| 1946  | Ac-Cent-Tchu-Ate the Positive            | La Marine en jupons                  | Harold Arlen                          | Johnny Mercer                         |
| 1946  | Anywhere                                 | Cette nuit et toujours               | Jule Styne                            | Sammy Cahn                            |
| 1946  | Aren't You Glad You're You               | Les Cloches de Sainte-Marie          | Jimmy Van Heusen                      | Johnny Burke                          |
| 1946  | Endlessly                                | Earl Carroll Vanities                | Walter Kent                           | Kim Gannon                            |
| 1946  | I Fall in Love Too Easily                | Escale à Hollywood                   | Jule Styne                            | Sammy Cahn                            |
| 1946  | I'll Buy That Dream                      | Sing Your Way Home                   | Allie Wrubel                          | Herb Magidson                         |
| 1946  | Linda                                    | Les Forçats de la gloire             | Ann Ronell                            | Ann Ronell                            |
| 1946  | Love Letters                             | Le Poids d'un mensonge               | Victor Young                          | Edward Heyman                         |
| 1946  | More and More                            | Caravane d'amour                     | Jerome Kern (posthume)                | Yip Harburg                           |
| 1946  | Sleighride in July                       | La Belle de l'Alaska                 | Jimmy Van Heusen                      | Johnny Burke                          |
| 1946  | So in Love                               | Le Joyeux Phénomène                  | David Rose                            | Leo Robin                             |
| 1946  | Some Sunday Morning                      | San Antonio                          | Ray Heindorf, M. K. Jerome            | Ted Koehler                           |
| 1946  | The Cat and the Canary                   | Why Girls Leave Home                 | Jay Livingston                        | Ray Evans                             |
| 1947  | On the Atchison, Topeka and the Santa Fe | Les Demoiselles Harvey               | Harry Warren                          | Johnny Mercer                         |
| 1947  | All Through the Day                      | Quadrille d'amour                    | Jerome Kern (posthume)                | Oscar Hammerstein II                  |
| 1947  | I Can't Begin to Tell You                | Les Dolly Sisters                    | James V. Monaco (posthume)            | Mack Gordon                           |
| 1947  | Ole Buttermilk Sky                       | Le Passage du canyon                 | Hoagy Carmichael                      | Jack Brooks                           |
| 1947  | You Keep Coming Back Like a Song         | La Mélodie du bonheur                | Irving Berlin                         | Irving Berlin                         |
| 1948  | Zip-a-Dee-Doo-Dah                        | Melodie du Sud                       | Allie Wrubel                          | Ray Gilbert                           |
| 1948  | A Gal in Calico                          | La Fille et le Garçon                | Arthur Schwartz                       | Leo Robin                             |
| 1948  | I Wish I Didn't Love You So              | Les Exploits de Pearl White          | Frank Loesser                         | Frank Loesser                         |
| 1948  | Pass That Peace Pipe                     | Vive l'amour                         | Ralph Blane, Hugh Martin, Roger Edens | Ralph Blane, Hugh Martin, Roger Edens |
| 1948  | You Do                                   | Maman était new-look                 | Josef Myrow                           | Mack Gordon                           |
| 1949  | Buttons and Bows                         | Visage pâle                          | Jay Livingston                        | Ray Evans                             |
| 1949  | For Every Man There's a Woman            | Casbah                               | Harold Arlen                          | Leo Robin                             |
| 1949  | It's Magic                               | Romance à Rio                        | Jule Styne                            | Sammy Cahn                            |
| 1949  | The Woody Woodpecker Song                | Wet Blanket Policy                   | Ramey Idriss, George Tibbles          | Ramey Idriss, George Tibbles          |
| 1949  | This Is The Moment                       | La Dame au manteau d'hermine         | Friedrich Hollaender                  | Leo Robin                             |

### Années 1950
| Année | Chanson                                    | Film                                   | Nommé(s)                                                 | Nommé(s)                                                 |
| Année | Chanson                                    | Film                                   | Musique                                                  | Paroles                                                  |
| ----- | ------------------------------------------ | -------------------------------------- | -------------------------------------------------------- | -------------------------------------------------------- |
| 1950  | Baby, It's Cold Outside                    | La Fille de Neptune                    | Frank Loesser                                            | Frank Loesser                                            |
| 1950  | It's a Great Feeling                       | Les Travailleurs du chapeau            | Jule Styne                                               | Sammy Cahn                                               |
| 1950  | Lavande bleue                              | Danny, le petit mouton noir            | Eliot Daniel                                             | Larry Morey                                              |
| 1950  | My Foolish Heart                           | Tête folle                             | Victor Young                                             | Ned Washington                                           |
| 1950  | Through a Long and Sleepless Night         | Les Sœurs casse-cou                    | Alfred Newman                                            | Mack Gordon                                              |
| 1951  | Mona Lisa                                  | Le Dénonciateur                        | Ray Evans, Jay Livingston                                | Ray Evans, Jay Livingston                                |
| 1951  | Be My Love                                 | Le Chant de la Louisiane               | Nicholas Brodszky                                        | Sammy Cahn                                               |
| 1951  | Bibbidi-Bobbidi-Boo                        | Cendrillon                             | Mack David, Al Hoffman, Jerry Livingston                 | Mack David, Al Hoffman, Jerry Livingston                 |
| 1951  | Mule Train                                 | Singing Guns                           | Fred Glickman, Hy Heath, Johnny Lange                    | Fred Glickman, Hy Heath, Johnny Lange                    |
| 1951  | Wilhelmina                                 | La Rue de la gaieté                    | Josef Myrow                                              | Mack Gordon                                              |
| 1952  | In the Cool, Cool, Cool of the Evening     | Si l'on mariait papa                   | Hoagy Carmichael                                         | Johnny Mercer                                            |
| 1952  | A Kiss to Build a Dream On                 | Le Cabaret du soleil couchant          | Bert Kalmar (posthume), Harry Ruby, Oscar Hammerstein II | Bert Kalmar (posthume), Harry Ruby, Oscar Hammerstein II |
| 1952  | Never                                      | Une fille en or                        | Lionel Newman                                            | Eliot Daniel                                             |
| 1952  | Too Late Now                               | Mariage royal                          | Burton Lane                                              | Alan Jay Lerner                                          |
| 1952  | Wonder Why                                 | Riche, jeune et jolie                  | Nicholas Brodszky                                        | Sammy Cahn                                               |
| 1953  | The Ballad of High Noon                    | Le train sifflera trois fois           | Dimitri Tiomkin                                          | Ned Washington                                           |
| 1953  | Am I in Love                               | Le Fils de visage pâle                 | Jack Brooks                                              | Jack Brooks                                              |
| 1953  | Because You're Mine                        | Tu es à moi                            | Nicholas Brodszky                                        | Sammy Cahn                                               |
| 1953  | Thumbelina                                 | Hans Christian Andersen et la Danseuse | Frank Loesser                                            | Frank Loesser                                            |
| 1953  | Zing A Little Zong                         | Pour vous, mon amour                   | Harry Warren                                             | Leo Robin                                                |
| 1954  | Secret Love                                | La Blonde du Far-West                  | Sammy Fain                                               | Paul Francis Webster                                     |
| 1954  | The Moon Is Blue                           | La Lune était bleue                    | Herschel Burke Gilbert                                   | Sylvia Fine                                              |
| 1954  | My Flaming Heart                           | Le Joyeux Prisonnier                   | Nicholas Brodszky                                        | Leo Robin                                                |
| 1954  | Sadie Thompson's Song (Blue Pacific Blues) | La Belle du Pacifique                  | Lester Lee                                               | Ned Washington                                           |
| 1954  | That's Amore                               | Amour, Délices et Golf                 | Harry Warren                                             | Jack Brooks                                              |
| 1955  | Three Coins in the Fountain                | La Fontaine des amours                 | Jule Styne                                               | Sammy Cahn                                               |
| 1955  | Count Your Blessings (Instead of Sheeps)   | Noël blanc                             | Irving Berlin                                            | Irving Berlin                                            |
| 1955  | The High and the Mighty                    | Écrit dans le ciel                     | Dimitri Tiomkin                                          | Ned Washington                                           |
| 1955  | Hold My Hand                               | Suzanne découche                       | Jack Lawrence, Richard Myers                             | Jack Lawrence, Richard Myers                             |
| 1955  | The Man That Got Away                      | Une étoile est née                     | Harold Arlen                                             | Ira Gershwin                                             |
| 1956  | Love Is a Many-Splendored Thing            | La Colline de l'adieu                  | Sammy Fain                                               | Paul Francis Webster                                     |
| 1956  | I'll Never Stop Loving You                 | Les Pièges de la passion               | Nicholas Brodszky                                        | Sammy Cahn                                               |
| 1956  | Something's Gotta Give                     | Papa longues jambes                    | Johnny Mercer                                            | Johnny Mercer                                            |
| 1956  | (Love Is) The Tender Trap                  | Le Tendre Piège                        | Jimmy Van Heusen                                         | Sammy Cahn                                               |
| 1956  | Unchained Melody                           | Prisons sans chaînes                   | Alex North                                               | Hy Zaret                                                 |
| 1957  | Que sera, sera (Whatever Will Be, Will Be) | L'Homme qui en savait trop             | Ray Evans, Jay Livingston                                | Ray Evans, Jay Livingston                                |
| 1957  | Friendly Persuasion                        | La Loi du Seigneur                     | Dimitri Tiomkin                                          | Paul Francis Webster                                     |
| 1957  | Julie                                      | Le Diabolique M. Benton                | Leith Stevens                                            | Tom Adair                                                |
| 1957  | True Love                                  | Haute Société                          | Cole Porter                                              | Cole Porter                                              |
| 1957  | Written in The Wind                        | Écrit sur du vent                      | Victor Young (posthume)                                  | Sammy Cahn                                               |
| 1958  | All the Way                                | Le Pantin brisé                        | Jimmy Van Heusen                                         | Sammy Cahn                                               |
| 1958  | An Affair to Remember                      | Elle et lui                            | Harry Warren                                             | Harold Adamson, Leo McCarey                              |
| 1958  | April Love                                 | Je vous adore                          | Sammy Fain                                               | Paul Francis Webster                                     |
| 1958  | Tammy                                      | Tammy and the Bachelor                 | Ray Evans, Jay Livingston                                | Ray Evans, Jay Livingston                                |
| 1958  | Wild Is the Wind                           | Car sauvage est le vent                | Dimitri Tiomkin                                          | Ned Washington                                           |
| 1959  | Gigi                                       | Gigi                                   | Frederick Loewe                                          | Alan Jay Lerner                                          |
| 1959  | A Certain Smile                            | Un certain sourire                     | Sammy Fain                                               | Paul Francis Webster                                     |
| 1959  | A Very Precious Love                       | La Fureur d'aimer                      | Sammy Fain                                               | Paul Francis Webster                                     |
| 1959  | Almost In Your Arms                        | La Péniche du bonheur                  | Ray Evans, Jay Livingston                                | Ray Evans, Jay Livingston                                |
| 1959  | To Love and Be Loved                       | Comme un torrent                       | Jimmy Van Heusen                                         | Sammy Cahn                                               |

### Années 1960
| Année | Chanson                             | Film                             | Nommé(s)                              | Nommé(s)                                          |
| Année | Chanson                             | Film                             | Musique                               | Paroles                                           |
| ----- | ----------------------------------- | -------------------------------- | ------------------------------------- | ------------------------------------------------- |
| 1960  | High Hopes                          | Un trou dans la tête             | Jimmy Van Heusen                      | Sammy Cahn                                        |
| 1960  | Strange Are the Ways of Love        | Californie, terre nouvelle       | Dimitri Tiomkin                       | Ned Washington                                    |
| 1960  | The Best of Everything              | Rien n'est trop beau             | Alfred Newman                         | Sammy Cahn                                        |
| 1960  | The Five Pennies                    | Millionnaire de cinq sous        | Sylvia Fine                           | Sylvia Fine                                       |
| 1960  | The Hanging Tree                    | La Colline des potences          | Jerry Livingston                      | Mack David                                        |
| 1961  | Les Enfants du Pirée                | Jamais le dimanche               | Mános Hadjidákis                      | Mános Hadjidákis                                  |
| 1961  | Faraway Part of Town                | Pepe                             | André Previn                          | Dory Langdon                                      |
| 1961  | The Facts of Life                   | Voulez-vous pêcher avec moi ?    | Johnny Mercer                         | Johnny Mercer                                     |
| 1961  | The Green Leaves of Summer          | Alamo                            | Dimitri Tiomkin                       | Paul Francis Webster                              |
| 1961  | The Second Time Around              | Une seconde jeunesse             | Jimmy Van Heusen                      | Sammy Cahn                                        |
| 1962  | Moon River                          | Diamants sur canapé              | Henry Mancini                         | Johnny Mercer                                     |
| 1962  | Bachelor in Paradise                | L'Américaine et l'Amour          | Henry Mancini                         | Mack David                                        |
| 1962  | The Falcon and the Dove             | Le Cid                           | Miklós Rózsa                          | Paul Francis Webster                              |
| 1962  | Pocketful of Miracles               | Milliardaire pour un jour        | Jimmy Van Heusen                      | Sammy Cahn                                        |
| 1962  | Town Without Pity                   | Ville sans pitié                 | Dimitri Tiomkin                       | Ned Washington                                    |
| 1963  | Days of Wine and Roses              | Le Jour du vin et des roses      | Henry Mancini                         | Johnny Mercer                                     |
| 1963  | Follow Me                           | Les Révoltés du Bounty           | Bronislaw Kaper                       | Paul Francis Webster                              |
| 1963  | Second Chance                       | Deux sur la balançoire           | André Previn                          | Dory Langdon                                      |
| 1963  | Tender Is the Night                 | Tendre est la nuit               | Sammy Fain                            | Paul Francis Webster                              |
| 1963  | Walk on the Wild Side               | La Rue chaude                    | Elmer Bernstein                       | Mack David                                        |
| 1964  | Call Me Irresponsible               | Papa's Delicate Condition        | Jimmy Van Heusen                      | Sammy Cahn                                        |
| 1964  | Charade                             | Charade                          | Henry Mancini                         | Johnny Mercer                                     |
| 1964  | It's a Mad, Mad, Mad, Mad World     | Un monde fou, fou, fou, fou      | Ernest Gold                           | Mack David                                        |
| 1964  | More                                | Cette chienne de vie             | Riz Ortolani, Nino Oliviero           | Norman Newell                                     |
| 1964  | So Little Time                      | Les 55 Jours de Pékin            | Dimitri Tiomkin                       | Paul Francis Webster                              |
| 1965  | Chim Chim Cher-ee                   | Mary Poppins                     | Richard M. Sherman, Robert B. Sherman | Richard M. Sherman, Robert B. Sherman             |
| 1965  | Dear Heart                          | Dear Heart                       | Henry Mancini                         | Ray Evans, Jay Livingston                         |
| 1965  | Hush... Hush, Sweet Charlotte       | Chut... Chut, chère Charlotte    | Frank De Vol                          | Mack David                                        |
| 1965  | My Kind of Town                     | Les Sept Voleurs de Chicago      | Jimmy Van Heusen                      | Sammy Cahn                                        |
| 1965  | Where Love Has Gone                 | Rivalités                        | Jimmy Van Heusen                      | Sammy Cahn                                        |
| 1966  | The Shadow of Your Smile            | Le Chevalier des sables          | Johnny Mandel                         | Paul Francis Webster                              |
| 1966  | The Ballad of Cat Ballou            | Cat Ballou                       | Jerry Livingston                      | Mack David                                        |
| 1966  | Je ne pourrai jamais vivre sans toi | Les Parapluies de Cherbourg      | Michel Legrand                        | Jacques Demy, Norman Gimbel (adaptation anglaise) |
| 1966  | The Sweetheart Tree                 | La Grande Course autour du monde | Henry Mancini                         | Johnny Mercer                                     |
| 1966  | What's New Pussycat?                | Quoi de neuf, Pussycat ?         | Burt Bacharach                        | Hal David                                         |
| 1967  | Born Free                           | Vivre libre                      | John Barry                            | Don Black                                         |
| 1967  | Alfie                               | Alfie le dragueur                | Burt Bacharach                        | Hal David                                         |
| 1967  | Georgy Girl                         | Georgy Girl                      | Tom Springfield                       | Jim Dale                                          |
| 1967  | My Wishing Doll                     | Hawaï                            | Elmer Bernstein                       | Mack David                                        |
| 1967  | A Time for Love                     | Sursis pour une nuit             | Johnny Mandel                         | Paul Francis Webster                              |
| 1968  | Talk to the Animals                 | L'Extravagant Docteur Dolittle   | Leslie Bricusse                       | Leslie Bricusse                                   |
| 1968  | Il en faut peu pour être heureux    | Le Livre de la jungle            | Terry Gilkyson                        | Terry Gilkyson                                    |
| 1968  | The Eyes of Love                    | Banning                          | Quincy Jones                          | Bob Russell                                       |
| 1968  | The Look of Love                    | Casino Royale                    | Burt Bacharach                        | Hal David                                         |
| 1968  | Thoroughly Modern Millie            | Millie                           | Jimmy Van Heusen, Sammy Cahn          | Jimmy Van Heusen, Sammy Cahn                      |
| 1969  | The Windmills of Your Mind          | L'Affaire Thomas Crown           | Michel Legrand                        | Alan Bergman, Marilyn Bergman                     |
| 1969  | Chitty Chitty Bang Bang             | Chitty Chitty Bang Bang          | Richard M. Sherman, Robert B. Sherman | Richard M. Sherman, Robert B. Sherman             |
| 1969  | For Love of Ivy                     | Mon homme                        | Quincy Jones                          | Bob Russell                                       |
| 1969  | Funny Girl                          | Funny Girl                       | Jule Styne                            | Bob Merrill                                       |
| 1969  | Star!                               | Star!                            | Jimmy Van Heusen                      | Sammy Cahn                                        |

### Années 1970
| Année | Chanson                                    | Film                                              | Nommé(s)                              | Nommé(s)                              |
| Année | Chanson                                    | Film                                              | Musique                               | Paroles                               |
| ----- | ------------------------------------------ | ------------------------------------------------- | ------------------------------------- | ------------------------------------- |
| 1970  | Raindrops Keep Fallin' on My Head          | Butch Cassidy et le Kid                           | Burt Bacharach                        | Hal David                             |
| 1970  | Come Saturday Morning                      | Pookie                                            | Fred Karlin                           | Dory Previn                           |
| 1970  | Jean                                       | Les Belles Années de miss Brodie                  | Rod McKuen                            | Rod McKuen                            |
| 1970  | True Grit                                  | Cent dollars pour un shérif                       | Elmer Bernstein                       | Don Black                             |
| 1970  | What Are You Doing the Rest of Your Life ? | The Happy Ending                                  | Michel Legrand                        | Alan Bergman, Marilyn Bergman         |
| 1971  | For All We Know                            | Lune de miel aux orties                           | Fred Karlin                           | Robb Goyer, Jimmy Griffin             |
| 1971  | Pieces of Dreams                           | Entre Dieu et la femme                            | Michel Legrand                        | Alan Bergman, Marilyn Bergman         |
| 1971  | Thank You Very Much                        | Scrooge                                           | Leslie Bricusse                       | Leslie Bricusse                       |
| 1971  | Till Love Touches Your Life                | Madron                                            | Riz Ortolani                          | Arthur Hamilton                       |
| 1971  | Whistling Away the Dark                    | Darling Lili                                      | Henry Mancini                         | Johnny Mercer                         |
| 1972  | Theme from Shaft                           | Les Nuits rouges de Harlem                        | Isaac Hayes                           | Isaac Hayes                           |
| 1972  | All His Children                           | Le Clan des irréductibles                         | Henry Mancini                         | Alan Bergman, Marilyn Bergman         |
| 1972  | Bless the Beasts and Children              | Bless the Beasts and Children                     | Barry De Vorzon, Perry Botkin Jr.     | Barry De Vorzon, Perry Botkin Jr.     |
| 1972  | Life Is What You Make It                   | Kotch le papy sitter                              | Marvin Hamlisch                       | Johnny Mercer                         |
| 1972  | The Age of Not Believing                   | L'Apprentie sorcière                              | Richard M. Sherman, Robert B. Sherman | Richard M. Sherman, Robert B. Sherman |
| 1973  | The Morning After                          | L'Aventure du Poséidon                            | Al Kasha, Joel Hirschhorn             | Al Kasha, Joel Hirschhorn             |
| 1973  | Ben                                        | Ben                                               | Walter Scharf                         | Don Black                             |
| 1973  | Come Follow, Follow Me                     | The Little Ark                                    | Fred Karlin                           | Marsha Karlin                         |
| 1973  | Marmalade, Molasses and Honey              | Juge et Hors-la-loi                               | Maurice Jarre                         | Alan Bergman, Marilyn Bergman         |
| 1973  | Strange Are the Ways of Love               | The Stepmother                                    | Sammy Fain                            | Paul Francis Webster                  |
| 1974  | The Way We Were                            | Nos plus belles années                            | Marvin Hamlisch                       | Alan Bergman, Marilyn Bergman         |
| 1974  | All That Love Went to Waste                | Une maîtresse dans les bras, une femme sur le dos | George Barrie                         | Sammy Cahn                            |
| 1974  | Hier deux enfants                          | Robin des Bois                                    | George Bruns                          | Floyd Huddleston                      |
| 1974  | Live and Let Die                           | Vivre et laisser mourir                           | Paul McCartney, Linda McCartney       | Paul McCartney, Linda McCartney       |
| 1974  | Nice to Be Around                          | Permission d'aimer                                | John Williams                         | Paul Williams                         |
| 1975  | We May Never Love Like This Again          | La Tour infernale                                 | Al Kasha, Joel Hirschhorn             | Al Kasha, Joel Hirschhorn             |
| 1975  | I Feel Love                                | Benji                                             | Euel Box                              | Betty Box                             |
| 1975  | Blazing Saddle                             | Le shérif est en prison                           | John Morris                           | Mel Brooks                            |
| 1975  | Wherever Love Takes Me                     | Gold                                              | Elmer Bernstein                       | Don Black                             |
| 1975  | Little Prince                              | Le Petit Prince                                   | Frederick Loewe                       | Alan Jay Lerner                       |
| 1976  | I'm Easy                                   | Nashville                                         | Keith Carradine                       | Keith Carradine                       |
| 1976  | Do You Know Where You're Going To          | Mahogany                                          | Michael Masser                        | Gerry Goffin                          |
| 1976  | How Lucky Can You Get                      | Funny Lady                                        | Fred Ebb, John Kander                 | Fred Ebb, John Kander                 |
| 1976  | Now That We're in Love                     | L'Infirmière de la compagnie casse-cou            | George Barrie                         | Sammy Cahn                            |
| 1976  | Richard's Window                           | Un jour, une vie                                  | Charles Fox                           | Norman Gimbel                         |
| 1977  | Evergreen                                  | Une étoile est née                                | Barbra Streisand                      | Paul Williams                         |
| 1977  | A World That Never Was                     | Half a House                                      | Sammy Fain                            | Paul Francis Webster                  |
| 1977  | Ave Satani                                 | La Malédiction                                    | Jerry Goldsmith                       | Jerry Goldsmith                       |
| 1977  | Come to Me                                 | Quand la panthère rose s'emmêle                   | Henry Mancini                         | Don Black                             |
| 1977  | Gonna Fly Now                              | Rocky                                             | Bill Conti                            | Carol Connors, Ayn Robbins            |
| 1978  | You Light Up My Life                       | Un petit mélo dans la tête                        | Joseph Brooks                         | Joseph Brooks                         |
| 1978  | Candle on the Water                        | Peter et Elliott le dragon                        | Al Kasha, Joel Hirschhorn             | Al Kasha, Joel Hirschhorn             |
| 1978  | He Danced with Me/She Danced with Me       | The Slipper and the Rose: The Story of Cinderella | Richard M. Sherman, Robert B. Sherman | Richard M. Sherman, Robert B. Sherman |
| 1978  | Nobody Does It Better                      | L'Espion qui m'aimait                             | Marvin Hamlisch                       | Carole Bayer Sager                    |
| 1978  | Quelqu'un viendra                          | Les Aventures de Bernard et Bianca                | Sammy Fain                            | Carol Connors, Ayn Robbins            |
| 1979  | Last Dance                                 | Dieu merci, c'est vendredi                        | Paul Jabara                           | Paul Jabara                           |
| 1979  | Hopelessly Devoted to You                  | Grease                                            | John Farrar                           | John Farrar                           |
| 1979  | Ready To Take a Chance Again               | Drôle d'embrouille                                | Charles Fox                           | Norman Gimbel                         |
| 1979  | The Last Time I Felt Like This             | Même heure, l'année prochaine                     | Marvin Hamlisch                       | Alan Bergman, Marilyn Bergman         |
| 1979  | When You're Loved                          | La Magie de Lassie                                | Richard M. Sherman, Robert B. Sherman | Richard M. Sherman, Robert B. Sherman |

### Années 1980
| Année | Chanson                                  | Film                                 | Nommé(s)                                              | Nommé(s)                                    |
| Année | Chanson                                  | Film                                 | Musique                                               | Paroles                                     |
| ----- | ---------------------------------------- | ------------------------------------ | ----------------------------------------------------- | ------------------------------------------- |
| 1980  | It Goes Like It Goes                     | Norma Rae                            | David Shire                                           | Norman Gimbel                               |
| 1980  | I'll Never Say Goodbye                   | The Promise                          | David Shire                                           | Alan Bergman, Marilyn Bergman               |
| 1980  | It's Easy to Say                         | Elle                                 | Henry Mancini                                         | Robert Wells                                |
| 1980  | Rainbow Connection                       | Les Muppets, le film                 | Paul Williams, Kenneth Ascher                         | Paul Williams, Kenneth Ascher               |
| 1980  | Through the Eyes of Love                 | Château de rêves                     | Marvin Hamlisch                                       | Carole Bayer Sager                          |
| 1981  | Fame                                     | Fame                                 | Michael Gore                                          | Dean Pitchford                              |
| 1981  | 9 to 5                                   | Comment se débarrasser de son patron | Dolly Parton                                          | Dolly Parton                                |
| 1981  | On The Road Again                        | Show Bus                             | Willie Nelson                                         | Willie Nelson                               |
| 1981  | Out Here On My Own                       | Fame                                 | Michael Gore                                          | Lesley Gore                                 |
| 1981  | People Alone                             | Le Concours                          | Lalo Schifrin                                         | Will Jennings                               |
| 1982  | Arthur's Theme (Best That You Can Do)    | Arthur                               | Burt Bacharach, Carole Bayer Sager, Christopher Cross | Peter Allen, Christopher Cross              |
| 1982  | Endless Love                             | Un amour infini                      | Lionel Richie                                         | Lionel Richie                               |
| 1982  | For Your Eyes Only                       | Rien que pour vos yeux               | Bill Conti                                            | Michael Leeson                              |
| 1982  | The First Time It Happens                | La Grande Aventure des Muppets       | Joe Raposo                                            | Joe Raposo                                  |
| 1982  | One More Hour                            | Ragtime                              | Randy Newman                                          | Randy Newman                                |
| 1983  | Up Where We Belong                       | Officier et Gentleman                | Jack Nitzsche, Buffy Sainte-Marie                     | Will Jennings                               |
| 1983  | Eye of the Tiger                         | Rocky 3                              | Jim Peterik, Frankie Sullivan                         | Jim Peterik, Frankie Sullivan               |
| 1983  | How Do You Keep the Music Playing?       | Best Friends                         | Michel Legrand                                        | Alan Bergman, Marilyn Bergman               |
| 1983  | If We Were in Love                       | Yes, Giorgio                         | John Williams                                         | Alan Bergman, Marilyn Bergman               |
| 1983  | It Might Be You                          | Tootsie                              | Dave Grusin                                           | Alan Bergman, Marilyn Bergman               |
| 1984  | Flashdance... What a Feeling             | Flashdance                           | Giorgio Moroder                                       | Keith Forsey, Irene Cara                    |
| 1984  | Maniac                                   | Flashdance                           | Michael Sembello, Dennis Matkosky                     | Michael Sembello, Dennis Matkosky           |
| 1984  | Over You                                 | Tendre Bonheur                       | Austin Roberts, Bobby Hart                            | Austin Roberts, Bobby Hart                  |
| 1984  | Papa, Can You Hear Me?                   | Yentl                                | Michel Legrand                                        | Alan Bergman, Marilyn Bergman               |
| 1984  | The Way He Makes Me Feel                 | Yentl                                | Michel Legrand                                        | Alan Bergman, Marilyn Bergman               |
| 1985  | I Just Called to Say I Love You          | La Fille en rouge                    | Stevie Wonder                                         | Stevie Wonder                               |
| 1985  | Against All Odds (Take a Look at Me Now) | Contre toute attente                 | Phil Collins                                          | Phil Collins                                |
| 1985  | Footloose                                | Footloose                            | Kenny Loggins, Dean Pitchford                         | Kenny Loggins, Dean Pitchford               |
| 1985  | Let's Hear It for the Boy                | Footloose                            | Ton Snow, Dean Pitchford                              | Ton Snow, Dean Pitchford                    |
| 1985  | Ghostbusters                             | SOS Fantômes                         | Ray Parker, Jr.                                       | Ray Parker, Jr.                             |
| 1986  | Say You, Say Me                          | Soleil de nuit                       | Lionel Richie                                         | Lionel Richie                               |
| 1986  | The Power of Love                        | Retour vers le futur                 | Chris Hayes, Johnny Colla                             | Huey Lewis                                  |
| 1986  | Surprise, Surprise                       | Chorus Line                          | Marvin Hamlisch                                       | Edward Kleban                               |
| 1986  | Miss Celie's Blues (Sister)              | La Couleur pourpre                   | Quincy Jones, Rod Temperton                           | Quincy Jones, Lionel Richie                 |
| 1986  | Separate Lives                           | Soleil de nuit                       | Stephen Bishop                                        | Stephen Bishop                              |
| 1987  | Take My Breath Away                      | Top Gun                              | Giorgio Moroder                                       | Tom Whitlock                                |
| 1987  | Très loin là-bas                         | Fievel et le Nouveau Monde           | James Horner                                          | Cynthia Weil                                |
| 1987  | Glory of Love                            | Karaté Kid : Le Moment de vérité 2   | Peter Cetera, David Foster                            | Peter Cetera, Diane Nini                    |
| 1987  | Mean Green Mother from Outer Space       | La Petite Boutique des horreurs      | Alan Menken                                           | Howard Ashman                               |
| 1987  | Life in a Looking Glass                  | That's Life!                         | Henry Mancini                                         | Leslie Bricusse                             |
| 1988  | (I've Had) The Time of My Life           | Dirty Dancing                        | Franke Previte, John DeNicola, Donald Markowitz       | Franke Previte                              |
| 1988  | Cry Freedom                              | Cry Freedom                          | George Fenton, Jonas Gwangwa                          | George Fenton, Jonas Gwangwa                |
| 1988  | Nothing's Gonna Stop Us Now              | Mannequin                            | Albert Hammond, Diane Warren                          | Albert Hammond, Diane Warren                |
| 1988  | Shakedown                                | Le Flic de Beverly Hills 2           | Harold Faltermeyer, Keith Forsey                      | Harold Faltermeyer, Keith Forsey, Bob Seger |
| 1988  | Storybook Love                           | Princess Bride                       | Willy DeVille                                         | Willy DeVille                               |
| 1989  | Let the River Run                        | Working Girl                         | Carly Simon                                           | Carly Simon                                 |
| 1989  | Calling You                              | Bagdad Café                          | Bob Telson                                            | Bob Telson                                  |
| 1989  | Two Hearts                               | Buster                               | Lamont Dozier                                         | Phil Collins                                |

### Années 1990
| Année | Chanson                             | Film                                          | Nommé(s)                                                           | Nommé(s)                                                           |
| Année | Chanson                             | Film                                          | Musique                                                            | Paroles                                                            |
| ----- | ----------------------------------- | --------------------------------------------- | ------------------------------------------------------------------ | ------------------------------------------------------------------ |
| 1990  | Sous l'océan                        | La Petite Sirène                              | Alan Menken                                                        | Howard Ashman                                                      |
| 1990  | After All                           | Le ciel s'est trompé                          | Tom Snow                                                           | Dean Pitchford                                                     |
| 1990  | Embrasse-la                         | La Petite Sirène                              | Alan Menken                                                        | Howard Ashman                                                      |
| 1990  | I Love To See You Smile             | Portrait craché d'une famille modèle          | Randy Newman                                                       | Randy Newman                                                       |
| 1990  | The Girl Who Used to Be Me          | Shirley Valentine                             | Marvin Hamlisch                                                    | Alan Bergman, Marilyn Bergman                                      |
| 1991  | Sooner or Later                     | Dick Tracy                                    | Stephen Sondheim                                                   | Stephen Sondheim                                                   |
| 1991  | Blaze of Glory                      | Young Guns 2                                  | Jon Bon Jovi                                                       | Jon Bon Jovi                                                       |
| 1991  | I'm Checkin' Out                    | Bons Baisers d'Hollywood                      | Shel Silverstein                                                   | Shel Silverstein                                                   |
| 1991  | Promise Me You'll Remember          | Le Parrain, 3e partie                         | Carmine Coppola                                                    | John Bettis                                                        |
| 1991  | Somewhere in My Memory              | Maman, j'ai raté l'avion !                    | John Williams                                                      | Leslie Bricusse                                                    |
| 1992  | Beauty and the Beast                | La Belle et la Bête                           | Alan Menken                                                        | Howard Ashman (posthume)                                           |
| 1992  | Belle                               | La Belle et la Bête                           | Alan Menken                                                        | Howard Ashman (posthume)                                           |
| 1992  | C'est la fête                       | La Belle et la Bête                           | Alan Menken                                                        | Howard Ashman (posthume)                                           |
| 1992  | When You're Alone                   | Hook ou la Revanche du Capitaine Crochet      | John Williams                                                      | Leslie Bricusse                                                    |
| 1992  | (Everything I Do) I Do It for You   | Robin des Bois, prince des voleurs            | Michael Kamen                                                      | Bryan Adams, Robert John Lange                                     |
| 1993  | A Whole New World                   | Aladdin                                       | Alan Menken                                                        | Tim Rice                                                           |
| 1993  | Beautiful Maria of My Soul          | Les Mambo Kings                               | Robert Kraft                                                       | Arne Glimcher                                                      |
| 1993  | I Have Nothing                      | Bodyguard                                     | David Foster                                                       | Linda Thompson                                                     |
| 1993  | Je suis ton meilleur ami            | Aladdin                                       | Alan Menken                                                        | Howard Ashman (posthume)                                           |
| 1993  | Run to You                          | Bodyguard                                     | Jud Friedman                                                       | Allan Dennis Rich                                                  |
| 1994  | Streets of Philadelphia             | Philadelphia                                  | Bruce Springsteen                                                  | Bruce Springsteen                                                  |
| 1994  | A Wink and a Smile                  | Nuits blanches à Seattle                      | Marc Shaiman                                                       | Ramsey McLean                                                      |
| 1994  | Again                               | Poetic Justice                                | Janet Jackson, Jimmy Jam et Terry Lewis                            | Janet Jackson, Jimmy Jam et Terry Lewis                            |
| 1994  | Philadelphia                        | Philadelphia                                  | Neil Young                                                         | Neil Young                                                         |
| 1994  | The Day I Fell in Love              | Beethoven 2                                   | Carole Bayer Sager, James Ingram, Cliff Magness                    | Carole Bayer Sager, James Ingram, Cliff Magness                    |
| 1995  | Can You Feel the Love Tonight       | Le Roi lion                                   | Elton John                                                         | Tim Rice                                                           |
| 1995  | Circle of Life                      | Le Roi lion                                   | Elton John                                                         | Tim Rice                                                           |
| 1995  | Hakuna Matata                       | Le Roi lion                                   | Elton John                                                         | Tim Rice                                                           |
| 1995  | Look What Love Has Done             | Junior                                        | Carole Bayer Sager, James Newton Howard, James Ingram, Patty Smyth | Carole Bayer Sager, James Newton Howard, James Ingram, Patty Smyth |
| 1995  | Make Up Your Mind                   | Le Journal                                    | Randy Newman                                                       | Randy Newman                                                       |
| 1996  | L'Air du vent                       | Pocahontas : Une légende indienne             | Alan Menken                                                        | Stephen Schwartz                                                   |
| 1996  | Dead Man Walking                    | La Dernière Marche                            | Bruce Springsteen                                                  | Bruce Springsteen                                                  |
| 1996  | Have You Ever Really Loved a Woman? | Don Juan DeMarco                              | Michael Kamen, Bryan Adams, Robert John Lange                      | Michael Kamen, Bryan Adams, Robert John Lange                      |
| 1996  | Moonlight                           | Sabrina                                       | John Williams                                                      | Alan Bergman, Marilyn Bergman                                      |
| 1996  | You've Got a Friend in Me           | Toy Story                                     | Randy Newman                                                       | Randy Newman                                                       |
| 1997  | You Must Love Me                    | Evita                                         | Andrew Lloyd Webber                                                | Tim Rice                                                           |
| 1997  | Because You Loved Me                | Personnel et Confidentiel                     | Diane Warren                                                       | Diane Warren                                                       |
| 1997  | For the First Time                  | Un beau jour                                  | James Newton Howard, Jud J. Friedman, Allan Dennis Rich            | James Newton Howard, Jud J. Friedman, Allan Dennis Rich            |
| 1997  | I Finally Found Someone             | Leçons de séduction                           | Barbra Streisand, Marvin Hamlisch, Bryan Adams, Robert John Lange  | Barbra Streisand, Marvin Hamlisch, Bryan Adams, Robert John Lange  |
| 1997  | That Thing You Do!                  | That Thing You Do!                            | Adam Schlesinger                                                   | Adam Schlesinger                                                   |
| 1998  | My Heart Will Go On                 | Titanic                                       | James Horner                                                       | Will Jennings                                                      |
| 1998  | Go the Distance                     | Hercule                                       | Alan Menken                                                        | David Zippel                                                       |
| 1998  | How Do I Live                       | Les Ailes de l'enfer                          | Diane Warren                                                       | Diane Warren                                                       |
| 1998  | Miss Misery                         | Will Hunting                                  | Elliott Smith                                                      | Elliott Smith                                                      |
| 1998  | Voyage dans le temps                | Anastasia                                     | Stephen Flaherty                                                   | Lynn Ahrens                                                        |
| 1999  | When You Believe                    | Le Prince d'Égypte                            | Stephen Schwartz                                                   | Stephen Schwartz                                                   |
| 1999  | A Soft Place To Fall                | L'Homme qui murmurait à l'oreille des chevaux | Allison Moorer, Gwil Owen                                          | Allison Moorer, Gwil Owen                                          |
| 1999  | I Don't Want to Miss a Thing        | Armageddon                                    | Diane Warren                                                       | Diane Warren                                                       |
| 1999  | That'll Do                          | Babe, le cochon dans la ville                 | Randy Newman                                                       | Randy Newman                                                       |
| 1999  | The Prayer                          | Excalibur, l'épée magique                     | Carole Bayer Sager, David Foster                                   | Carole Bayer Sager, David Foster, Tony Renis, Alberto Testa        |

### Années 2000
| Année | Chanson                          | Film                                                | Nommé(s)                                                                                    | Nommé(s)                                   |
| Année | Chanson                          | Film                                                | Musique                                                                                     | Paroles                                    |
| ----- | -------------------------------- | --------------------------------------------------- | ------------------------------------------------------------------------------------------- | ------------------------------------------ |
| 2000  | You'll Be in My Heart            | Tarzan                                              | Phil Collins                                                                                | Phil Collins                               |
| 2000  | Blame Canada                     | South Park, le film                                 | Trey Parker, Marc Shaiman                                                                   | Trey Parker, Marc Shaiman                  |
| 2000  | Music of My Heart                | La Musique de mon cœur                              | Diane Warren                                                                                | Diane Warren                               |
| 2000  | Save Me                          | Magnolia                                            | Aimee Mann                                                                                  | Aimee Mann                                 |
| 2000  | When She Loved Me                | Toy Story 2                                         | Randy Newman                                                                                | Randy Newman                               |
| 2001  | Things Have Changed              | Wonder Boys                                         | Bob Dylan                                                                                   | Bob Dylan                                  |
| 2001  | A Fool in Love                   | Mon beau-père et moi                                | Randy Newman                                                                                | Randy Newman                               |
| 2001  | A Love Before Time               | Tigre et Dragon                                     | Jorge Calandrelli, Tan Dun                                                                  | James Schamus                              |
| 2001  | I've Seen It All                 | Dancer in the Dark                                  | Björk                                                                                       | Lars von Trier, Sigurjón Birgir Sigurðsson |
| 2001  | My Funny Friend and Me           | Kuzco, l'empereur mégalo                            | Sting, David Hartley                                                                        | Sting                                      |
| 2002  | If I Didn't Have You             | Monstres et Cie                                     | Randy Newman                                                                                | Randy Newman                               |
| 2002  | May It Be                        | Le Seigneur des anneaux : La Communauté de l'anneau | Enya, Nicky Ryan, Roma Ryan                                                                 | Enya, Nicky Ryan, Roma Ryan                |
| 2002  | There You'll Be                  | Pearl Harbor                                        | Diane Warren                                                                                | Diane Warren                               |
| 2002  | Until...                         | Kate et Léopold                                     | Sting                                                                                       | Sting                                      |
| 2002  | Vanilla Sky                      | Vanilla Sky                                         | Paul McCartney                                                                              | Paul McCartney                             |
| 2003  | Lose Yourself                    | 8 Mile                                              | Eminem, Jeff Bass, Luis Resto                                                               | Eminem                                     |
| 2003  | Burn It Blue                     | Frida                                               | Elliot Goldenthal                                                                           | Julie Taymor                               |
| 2003  | Father and Daughter              | La Famille Delajungle, le film                      | Paul Simon                                                                                  | Paul Simon                                 |
| 2003  | I Move On                        | Chicago                                             | John Kander                                                                                 | Fred Ebb                                   |
| 2003  | The Hands That Built America     | Gangs of New York                                   | U2                                                                                          | U2                                         |
| 2004  | Into the West                    | Le Seigneur des anneaux : Le Retour du roi          | Fran Walsh, Howard Shore, Annie Lennox                                                      | Fran Walsh, Howard Shore, Annie Lennox     |
| 2004  | Scarlet Tide                     | Retour à Cold Mountain                              | T-Bone Burnett, Elvis Costello                                                              | T-Bone Burnett, Elvis Costello             |
| 2004  | You Will Be My Ain True Love     | Retour à Cold Mountain                              | Sting                                                                                       | Sting                                      |
| 2004  | A Kiss at the End of the Rainbow | A Mighty Wind                                       | Michael McKean, Annette O'Toole                                                             | Michael McKean, Annette O'Toole            |
| 2004  | Belleville Rendez-vous           | Les Triplettes de Belleville                        | Benoît Charest                                                                              | Sylvain Chomet                             |
| 2005  | Al Otro Lado Del Río             | Carnets de voyage                                   | Jorge Drexler                                                                               | Jorge Drexler                              |
| 2005  | Vois sur ton chemin              | Les Choristes                                       | Bruno Coulais                                                                               | Christophe Barratier                       |
| 2005  | Learn to Be Lonely               | Le Fantôme de l'Opéra                               | Andrew Lloyd Webber                                                                         | Charles Hart                               |
| 2005  | Believe                          | Le Pôle express                                     | Glen Ballard, Alan Silvestri                                                                | Glen Ballard, Alan Silvestri               |
| 2005  | Accidentally in Love             | Shrek 2                                             | Adam Duritz, Charlie Gillingham, Jim Bogios, David Immerglück, Matthew Malley, David Bryson | Adam Duritz, Daniel Vickrey                |
| 2006  | It's Hard Out Here for a Pimp    | Hustle and Flow                                     | Frayser Boy, Juicy J, DJ Paul                                                               | Frayser Boy, Juicy J, DJ Paul              |
| 2006  | In the Deep                      | Collision                                           | Kathleen York, Michael Becker                                                               | Kathleen York                              |
| 2006  | Travelin' Thru                   | Transamerica                                        | Dolly Parton                                                                                | Dolly Parton                               |
| 2007  | I Need to Wake Up                | Une vérité qui dérange                              | Melissa Etheridge                                                                           | Melissa Etheridge                          |
| 2007  | Listen                           | Dreamgirls                                          | Henry Krieger, Scott Culter                                                                 | Anne Preven                                |
| 2007  | Love You I Do                    | Dreamgirls                                          | Henry Krieger                                                                               | Siedah Garrett                             |
| 2007  | Our Town                         | Cars                                                | Randy Newman                                                                                | Randy Newman                               |
| 2007  | Patience                         | Dreamgirls                                          | Henry Krieger                                                                               | Willie Reale                               |
| 2008  | Falling Slowly                   | Once                                                | Glen Hansard, Markéta Irglová                                                               | Glen Hansard, Markéta Irglová              |
| 2008  | Comment savoir                   | Il était une fois                                   | Alan Menken                                                                                 | Stephen Schwartz                           |
| 2008  | Raise It Up                      | August Rush                                         | Jamal Joseph, Charles Mack, Tevin Thomas                                                    | Jamal Joseph, Charles Mack, Tevin Thomas   |
| 2008  | Si près                          | Il était une fois                                   | Alan Menken                                                                                 | Stephen Schwartz                           |
| 2008  | Travailler en chantant           | Il était une fois                                   | Alan Menken                                                                                 | Stephen Schwartz                           |
| 2009  | Jai Ho                           | Slumdog Millionaire                                 | Allah Rakha Rahman                                                                          | Gulzar                                     |
| 2009  | Down to Earth                    | WALL-E                                              | Thomas Newman                                                                               | Peter Gabriel                              |
| 2009  | O... Saya                        | Slumdog Millionaire                                 | Allah Rakha Rahman, M.I.A.                                                                  | Allah Rakha Rahman, M.I.A.                 |

### Années 2010
| Année | Chanson                                  | Film                                     | Nommé(s)                                                     | Nommé(s)                                                     |
| Année | Chanson                                  | Film                                     | Musique                                                      | Paroles                                                      |
| ----- | ---------------------------------------- | ---------------------------------------- | ------------------------------------------------------------ | ------------------------------------------------------------ |
| 2010  | The Weary Kind                           | Crazy Heart                              | Ryan Bingham, T-Bone Burnett                                 | Ryan Bingham, T-Bone Burnett                                 |
| 2010  | Au bout du rêve                          | La Princesse et la Grenouille            | Randy Newman                                                 | Randy Newman                                                 |
| 2010  | La Nouvelle-Orléans                      | La Princesse et la Grenouille            | Randy Newman                                                 | Randy Newman                                                 |
| 2010  | Loin de Paname                           | Faubourg 36                              | Frank Thomas                                                 | Reinhardt Wagner                                             |
| 2010  | Take It All                              | Nine                                     | Maury Yeston                                                 | Maury Yeston                                                 |
| 2011  | We Belong Together                       | Toy Story 3                              | Randy Newman                                                 | Randy Newman                                                 |
| 2011  | Coming Home                              | Country Strong                           | Tom Douglas, Hillary Lindsey, Troy Verges                    | Tom Douglas, Hillary Lindsey, Troy Verges                    |
| 2011  | If I Rise                                | 127 Heures                               | Dido, Rollo Armstrong                                        | Allah Rakha Rahman                                           |
| 2011  | Je veux y croire                         | Raiponce                                 | Glenn Slater                                                 | Alan Menken                                                  |
| 2012  | Man or Muppet                            | Les Muppets, le retour                   | Bret McKenzie                                                | Bret McKenzie                                                |
| 2012  | Real in Rio                              | Rio                                      | Sérgio Mendes, Carlinhos Brown, Siedah Garrett               | Sérgio Mendes, Carlinhos Brown, Siedah Garrett               |
| 2013  | Skyfall                                  | Skyfall                                  | Adele, Paul Epworth                                          | Adele, Paul Epworth                                          |
| 2013  | Before My Time                           | Chasing Ice                              | J. Ralph                                                     | J. Ralph                                                     |
| 2013  | Everybody Needs a Best Friend            | Ted                                      | Seth MacFarlane                                              | Walter Murphy                                                |
| 2013  | Pi's Lullaby                             | L'Odyssée de Pi                          | Bombay Jayashri                                              | Mychael Danna                                                |
| 2013  | Suddenly                                 | Les Misérables                           | Herbert Kretzmer, Alain Boublil                              | Claude-Michel Schönberg                                      |
| 2014  | Libérée, délivrée                        | La Reine des neiges                      | Idina Menzel, Kristen Anderson-Lopez, Robert Lopez           | Idina Menzel, Kristen Anderson-Lopez, Robert Lopez           |
| 2014  | Happy                                    | Moi, moche et méchant 2                  | Pharrell Williams                                            | Pharrell Williams                                            |
| 2014  | The Moon Song                            | Her                                      | Karen O, Spike Jonze                                         | Karen O, Spike Jonze                                         |
| 2014  | Ordinary Love                            | Mandela : Un long chemin vers la liberté | U2                                                           | U2                                                           |
| 2015  | Glory                                    | Selma                                    | John Legend, Common                                          | John Legend, Common                                          |
| 2015  | Everything Is Awesome                    | La Grande Aventure Lego                  | Shawn Patterson                                              | Shawn Patterson                                              |
| 2015  | Grateful                                 | Beyond the Lights                        | Diane Warren                                                 | Diane Warren                                                 |
| 2015  | I'm Not Gonna Miss You                   | Glen Campbell: I'll Be Me                | Glen Campbell, Julian Raymond                                | Glen Campbell, Julian Raymond                                |
| 2015  | Lost Stars                               | New York Melody                          | Gregg Alexander, Danielle Brisebois                          | Gregg Alexander, Danielle Brisebois                          |
| 2016  | Writing's on the Wall                    | 007 Spectre                              | Jimmy Napes, Sam Smith                                       | Jimmy Napes, Sam Smith                                       |
| 2016  | Earned It                                | Cinquante Nuances de Grey                | The Weeknd, Belly, Jason Daheala Quenneville, Stephan Moccio | The Weeknd, Belly, Jason Daheala Quenneville, Stephan Moccio |
| 2016  | Manta Ray                                | Racing Extinction                        | J. Ralph                                                     | Anohni                                                       |
| 2016  | Simple Song #3                           | Youth                                    | David Lang                                                   | David Lang                                                   |
| 2016  | Til It Happens to You                    | The Hunting Ground                       | Diane Warren, Lady Gaga                                      | Diane Warren, Lady Gaga                                      |
| 2017  | City of Stars                            | La La Land                               | Justin Hurwitz                                               | Pasek and Paul                                               |
| 2017  | Audition (The Fools Who Dream)           | La La Land                               | Justin Hurwitz                                               | Pasek and Paul                                               |
| 2017  | Can't Stop the Feeling!                  | Les Trolls                               | Justin Timberlake, Max Martin, Karl Johan Schuster           | Justin Timberlake, Max Martin, Karl Johan Schuster           |
| 2017  | Le Bleu Lumière                          | Vaiana : La Légende du bout du monde     | Lin-Manuel Miranda                                           | Lin-Manuel Miranda                                           |
| 2017  | The Empty Chair                          | Jim: The James Foley Story               | J. Ralph, Sting                                              | J. Ralph, Sting                                              |
| 2018  | Remember Me                              | Coco                                     | Kristen Anderson-Lopez, Robert Lopez                         | Kristen Anderson-Lopez, Robert Lopez                         |
| 2018  | Mighty River                             | Mudbound                                 | Mary J. Blige, Raphael Saadiq, Taura Stinson                 | Mary J. Blige, Raphael Saadiq, Taura Stinson                 |
| 2018  | Mystery of Love                          | Call Me by Your Name                     | Sufjan Stevens                                               | Sufjan Stevens                                               |
| 2018  | Stand Up for Something                   | Marshall                                 | Diane Warren                                                 | Lonnie Lynn, Diane Warren                                    |
| 2018  | This Is Me                               | The Greatest Showman                     | Pasek and Paul                                               | Pasek and Paul                                               |
| 2019  | Shallow                                  | A Star is Born                           | Lady Gaga, Mark Ronson, Anthony Rossomando, Andrew Wyatt     | Lady Gaga, Mark Ronson, Anthony Rossomando, Andrew Wyatt     |
| 2019  | All The Stars                            | Black Panther                            | Kendrick Lamar, Sounwave, Anthony Tiffith                    | Kendrick Lamar, SZA, Anthony Tiffith                         |
| 2019  | I'll Fight                               | RBG                                      | Diane Warren                                                 | Diane Warren                                                 |
| 2019  | Où vont les choses                       | Le Retour de Mary Poppins                | Marc Shaiman                                                 | Marc Shaiman, Scott Wittman                                  |
| 2019  | When A Cowboy Trades His Spurs for Wings | La Ballade de Buster Scruggs             | David Rawlings, Gillian Welch                                | David Rawlings, Gillian Welch                                |

### Années 2020
| Année | Chanson                             | Film                                            | Nommé(s)                                               | Nommé(s)                                               |
| Année | Chanson                             | Film                                            | Musique                                                | Paroles                                                |
| ----- | ----------------------------------- | ----------------------------------------------- | ------------------------------------------------------ | ------------------------------------------------------ |
| 2020  | (I'm Gonna) Love Me Again           | Rocketman                                       | Elton John                                             | Bernie Taupin                                          |
| 2020  | Dans un autre monde                 | La Reine des neiges 2                           | Kristen Anderson-Lopez, Robert Lopez                   | Kristen Anderson-Lopez, Robert Lopez                   |
| 2020  | I Can't Let You Throw Yourself Away | Toy Story 4                                     | Randy Newman                                           | Randy Newman                                           |
| 2020  | I'm Standing With You               | De l'autre côté                                 | Diane Warren                                           | Diane Warren                                           |
| 2020  | Stand Up                            | Harriet                                         | Joshuah Brian Campbell, Cynthia Erivo                  | Joshuah Brian Campbell, Cynthia Erivo                  |
| 2021  | Fight for You                       | Judas and the Black Messiah                     | D'Mile, H.E.R.                                         | H.E.R., Tiara Thomas                                   |
| 2021  | Hear My Voice                       | Les Sept de Chicago                             | Daniel Pemberton                                       | Celeste, Daniel Pemberton                              |
| 2021  | Husavik                             | Eurovision Song Contest: The Story of Fire Saga | Rickard Göransson, Fat Max Gsus, Savan Kotecha         | Rickard Göransson, Fat Max Gsus, Savan Kotecha         |
| 2021  | Io sì (Seen)                        | La Vie devant soi                               | Diane Warren                                           | Laura Pausini, Diane Warren                            |
| 2021  | Speak Now                           | One Night in Miami                              | Sam Ashworth, Leslie Odom Jr.                          | Sam Ashworth, Leslie Odom Jr.                          |
| 2022  | No Time to Die                      | Mourir peut attendre                            | Billie Eilish, Finneas O'Connell                       | Billie Eilish, Finneas O'Connell                       |
| 2022  | Be Alive                            | La Méthode Williams                             | Beyoncé, Darius Scott                                  | Beyoncé, Darius Scott                                  |
| 2022  | Dos Oruguitas                       | Encanto : La Fantastique Famille Madrigal       | Lin-Manuel Miranda                                     | Lin-Manuel Miranda                                     |
| 2022  | Down to Joy                         | Belfast                                         | Van Morrison                                           | Van Morrison                                           |
| 2022  | Somehow You Do                      | Four Good Days                                  | Diane Warren                                           | Diane Warren                                           |
| 2023  | Naatu Naatu                         | RRR                                             | M. M. Keeravani                                        | Chandrabose                                            |
| 2023  | Lift Me Up                          | Black Panther: Wakanda Forever                  | Ryan Coogler, Ludwig Göransson, Rihanna, Tems          | Ryan Coogler, Tems                                     |
| 2023  | This Is a Life                      | Everything Everywhere All at Once               | David Byrne, Son Lux, Mitski                           | David Byrne, Son Lux                                   |
| 2023  | Applause                            | Tell It Like a Woman                            | Diane Warren                                           | Diane Warren                                           |
| 2023  | Hold My Hand                        | Top Gun: Maverick                               | BloodPop, Lady Gaga                                    | BloodPop, Lady Gaga                                    |
| 2024  | What Was I Made For?                | Barbie                                          | Billie Eilish, Finneas O'Connell                       | Billie Eilish, Finneas O'Connell                       |
| 2024  | I'm Just Ken                        | Barbie                                          | Mark Ronson, Andrew Wyatt                              | Mark Ronson, Andrew Wyatt                              |
| 2024  | It Never Went Away                  | American Symphony                               | Jon Batiste, Dan Wilson                                | Jon Batiste, Dan Wilson                                |
| 2024  | The Fire Inside                     | Flamin' Hot                                     | Diane Warren                                           | Diane Warren                                           |
| 2024  | Wahzhazhe (A Song For My People)    | Killers of the Flower Moon                      | Scott George                                           | Scott George                                           |
| 2025  | El Mal                              | Emilia Pérez                                    | Camille, Clément Ducol                                 | Jacques Audiard, Camille, Clément Ducol                |
| 2025  | Never Too Late                      | Elton John: Never Too Late                      | Brandi Carlile, Elton John, Bernie Taupin, Andrew Watt | Brandi Carlile, Elton John, Bernie Taupin, Andrew Watt |
| 2025  | Mi Camino                           | Emilia Pérez                                    | Camille, Clément Ducol                                 | Camille, Clément Ducol                                 |
| 2025  | Like a Bird                         | Sing Sing                                       | Abraham Alexander, Adrian Quesada                      | Abraham Alexander, Adrian Quesada                      |
| 2025  | The Journey                         | Messagères de guerre                            | Diane Warren                                           | Diane Warren                                           |

## Statistiques des personnalités nommées à plusieurs reprises
Note : Le premier chiffre désigne le nombre de récompenses, le second le nombre total de nominations (incluant les récompenses)
4 / 13 : Alan Menken (compositeur)
4 / 14 : Jimmy Van Heusen (compositeur)
4 / 18 : Johnny Mercer (4 / 16 comme parolier ; 0 / 2 comme compositeur-parolier)
4 / 26 : Sammy Cahn (parolier)
3 / 5 : Tim Rice (parolier)
3 / 7 : Jay Livingston (0 / 1 comme compositeur; 3 / 6 comme compositeur et parolier) avec Ray Evans
3 / 7 : Ray Evans (0 / 1 comme parolier; 3 / 6 comme compositeur et parolier)
3 / 11 : Harry Warren (compositeur)
3 / 16 : Paul Francis Webster (parolier)
2 / 2 : Giorgio Moroder (compositeur) ; Billie Eilish et Finneas O'Connell (Soeur-Frère co-interprète et co-compositeur)
2 / 3 : Kristen Anderson-Lopez et Robert Lopez (époux compositeurs-paroliers); Joel Hirschhorn & Al Kasha (compositeurs-paroliers) ; Will Jennings (parolier)
2 / 4 : Elton John (compositeur)
2 / 5 : Stephen Schwartz (1 comme parolier, 1 comme compositeur et parolier); Oscar Hammerstein II (parolier); Burt Bacharach (compositeur)
2 / 7 : Jerome Kern (compositeur) ; Howard Ashman (parolier)
2 / 10 : Sammy Fain (compositeur)
2 / 11 : Ned Washington  (parolier) Henry Mancini (compositeur)
2 / 13 : Randy Newman (compositeur et parolier)
2 / 15 : Marilyn Bergman et Alan Bergman (époux paroliers)
1 / 2 : Dorothy Fields, Benj Pasek, Justin Paul, Justin Hurwitz
0 / 15 : Diane Warren
0 / 2 : Lin-Manuel Miranda

## Commentaires
- Depuis les années 2000, les chansons nommées sont interprétées lors de la cérémonie annuelle, que ce soit par leurs créateurs ou d'autres interprètes.
- À ce jour, quatre auteurs ou compositeurs ont remporté quatre fois la statuette : Sammy Cahn (26 nominations), Alan Menken (13), Johnny Mercer (18) et Jimmy Van Heusen (14).
- Henry Mancini et Johnny Mercer ont remporté le trophée deux années consécutives : en 1962 pour Moon River dans Diamants sur canapé et en 1963 pour Days of Wine et Roses dans Le Jour du vin et des roses.
- Dorothy Fields est la première femme à avoir été récompensée (comme parolière) pour The Way You Look Tonight dans Sur les ailes de la danse en 1937. Il faudra attendre 1969 pour qu'une autre femme le soit : Marilyn Bergman pour The Windmills of Your Mind dans L'Affaire Thomas Crown (paroles coécrites avec son mari Alan Bergman). Carly Simon est quant à elle la première femme à avoir été récompensée en tant qu'auteur/compositeur pour Let the River Run dans Working Girl en 1989.
- Manos Hadjidakis est le premier à avoir été récompensé pour une chanson écrite dans une langue autre que l'anglais : Les Enfants du Pirée (Τα παιδιά του Πειραιά) dans Jamais le dimanche en 1961.
- La Belle et la Bête en 1992, Le Roi lion en 1995, Dreamgirls en 2007 et Il était une fois en 2008 ont reçu chacun trois nominations dans cette même catégorie.
- En 2014, la nomination d’Alone Yet not alone est annulée à la suite de la découverte de nombreux messages envoyés par Bruce Broughton, ancien gouverneur de l'Académie des arts et sciences du cinéma et membre du comité de direction de la branche des compositeurs, aux adhérents de son collège afin de les informer que sa chanson était candidate lors du premier tour de vote qui statue sur les nominations finales[95].
- De 1988 à 2024, Diane Warren a été nommée 15 fois mais n'a jamais remporté la statuette.